# Чадза
Ча́дза (англ. Chadza) — традиційна громада у складі дистрикту Лілонгве Центрального регіону Малаві.
Населення — 143216 осіб (2018).